# Dohnaische Fehde
Die Dohnaische Fehde war eine von 1385 bis 1402 währende Auseinandersetzung zwischen den im Osterzgebirge ansässigen Burggrafen von Dohna auf der einen und dem sächsischen Adligen Hans von Körbitz sowie dem Meißner Markgrafen Wilhelm I. (auch Wilhelm der Einäugige genannt) auf der anderen Seite.

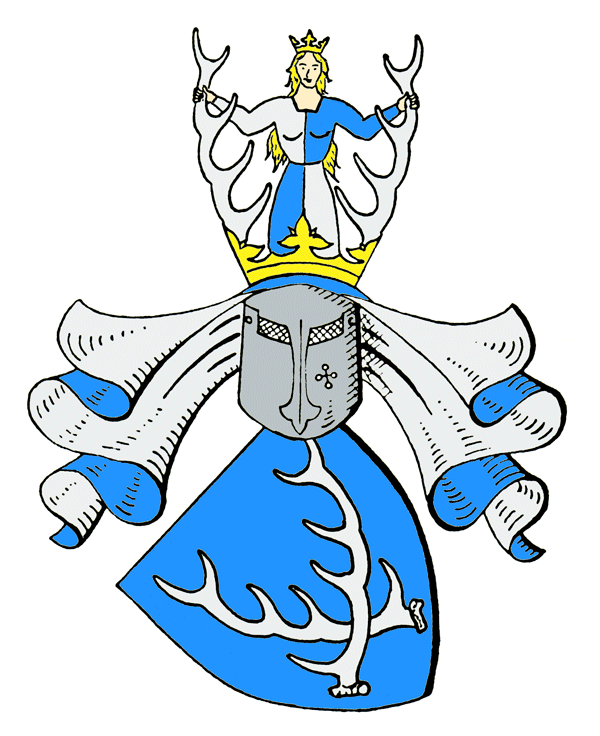
Stammwappen der Grafen von Dohna

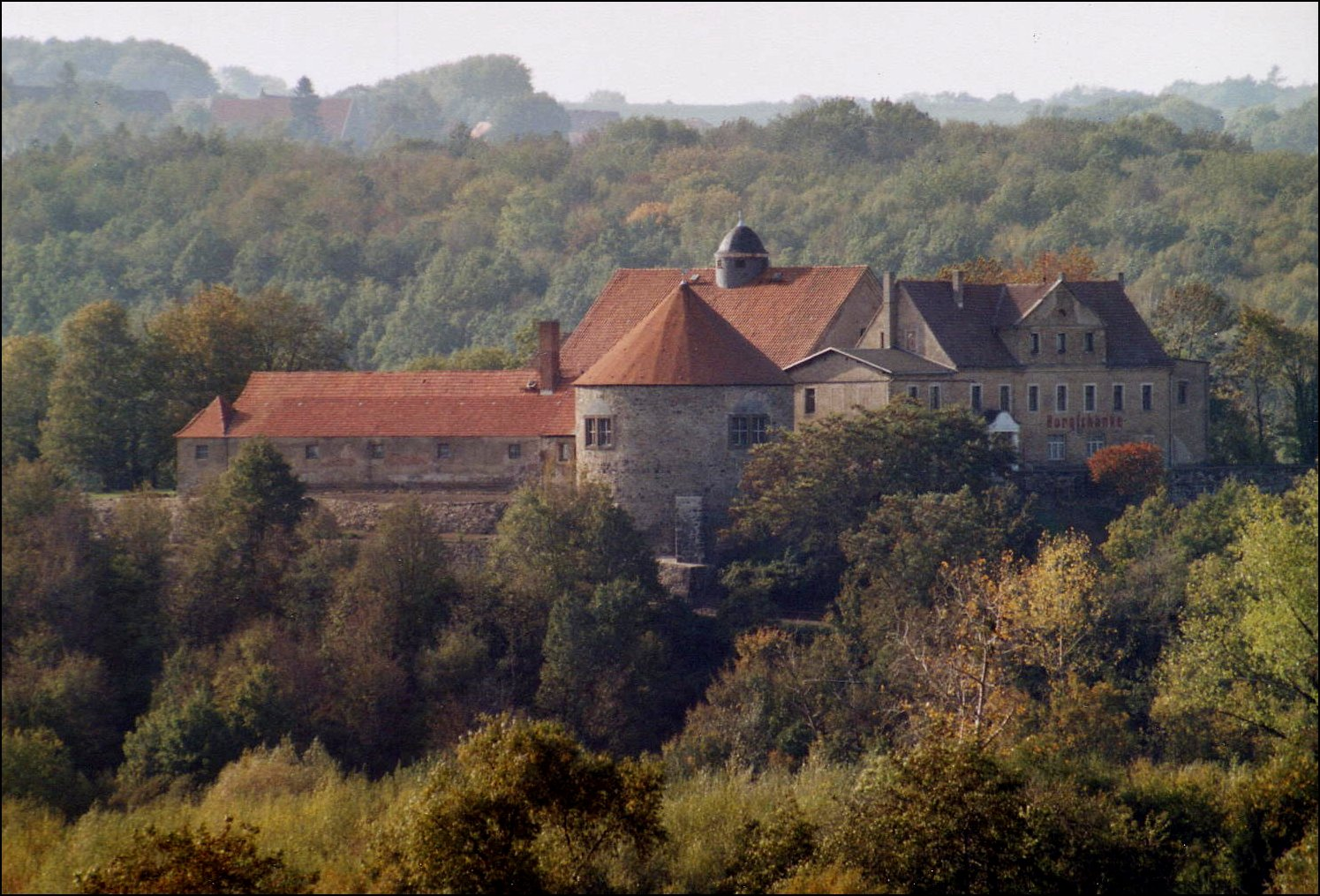
Die Burg Dohna (mit der Bebauung aus dem 19. und 20. Jahrhundert)

## Vorgeschichte
Die böhmischen Könige ließen das Gebiet Dohna durch Burggrafen verwalten. Der böhmische König Johann sprach ihnen dieses Lehen als erbliches Anrecht zu. Im Gegenzug bekannten sie öffentlich, dass ihre Herrschaft dem Königreich Böhmen angehörte. Dem Herrschaftsgebiet und der Gerichtsbarkeit durch die Burggrafen unterstanden vierzehn adelige Rittersitze. Die Ritter waren ihre Vasallen. Sie galten als sehr stolz und übermütig, sollen ihre Macht häufig missbraucht und Raubzüge in den Nachbargebieten durchgeführt haben. Dies führte dazu, dass die Handelswege in diesem Gebiet als unsicher galten. Sie überfielen zudem polnische Kaufleute auf dem Gebiet Wilhelms von Meißen, plünderten deren Wägen und weigerten sich, Entschädigungen zu leisten. Sie standen daher bei ihren Nachbarn in keinem guten Ruf.
Die Burggrafen waren Anhänger des böhmischen Königs Wenzel und hatten sich nie recht mit dem Markgrafen von Meißen anfreunden können, weil dieser gemeinsam mit Friedrich dem Streitbaren an der Wahl von Wenzels Gegenkaiser Ruprecht beteiligt war.
Im Jahre 1319 wurde dem Burggrafen Dohna als böhmisches Lehen übertragen und erhielt gegen eine gewisse Summe die Herrschaft über das Gebiet.

## Auslöser
Die Auseinandersetzung begann vermutlich bei einem sogenannten Adelstanz im Rathaus zu Dresden, welcher gewöhnlich am Martinstag stattfand. Es existieren dazu unterschiedliche Angaben zu Hergang und Zeitpunkt. Es soll ein persönlicher Streit zwischen Hans von Körbitz und dem jungen Burggrafen Jeschke gewesen sein. Nachdem Jeschke offen mit der Frau von Körbitz geflirtet hatte, stellte dieser ihm ein Bein, worauf der Dohnaer mit einer Ohrfeige reagierte. Der Herr von Körbitz war ein fürstlicher Hauptmann und Lehensritter des Markgrafen Wilhelm von Meißen und dieser forderte nun wegen der auf seinem Gebiet an den Kaufleuten verübten Straftaten Genugtuung, auf welche die Herren von Dohna mit Gelächter reagierten.
Nickel von Köckeritz beschrieb diesen Vorfall 1482 wie folgt:

„Der erste unwille hadt ein anfangk: es war einer von Korbs, der schlug dem jungen her Jeschken ein beyn under uff dem tantzhawse zu Dresden, so slugk her Jeschko Korbs uffs mawl.“

Die so begonnene Fehde führte dazu, dass der Ritter von Körbitz Dohna belagerte und Jeschkes Vater, den alten Burggrafen Otto Heyde II., sowie seinen Bruder Otto Heyde III. gefangen nahm. Jeschke selbst konnte sich der Gefangenschaft entziehen. Während sein Bruder wieder aus der Gefangenschaft befreit werden konnte (davon zeugt der Verkauf von Seifersdorf 1387), starb sein Vater in der Gefangenschaft. Andererseits heißt es, dass Jeschke auf dem Königstein gefangen wurde und im Gefängnis starb.
Einem anderer Bericht besagt, der junge Jeschke sei mit dem Markgrafen Wilhelm in Streit geraten, weil dieser beim Tanz die Gemahlin seines Vaters, des Burggrafen Otto Heyde, geküsst habe. Die Beschreibungen, wie es genau zu der Fehde kam, sind ungenau, auch die Jahresangaben schwanken zwischen 1385 und 1401 als Zeitpunkt für die Tanzveranstaltung. Mal heißt der Ritter Hans (oder Rudolf) von Körbitz, dann wieder Rützschel von Körbitz zu Meusegast, der Jeschke ein Bein gestellt habe, da dieser sich an dessen Frau herangemacht habe.
Die Burggrafen von Dohna waren im Laufe der Jahre zu bedeutender Macht gelangt. Nur wenige Edelleute wagten es, den Grafen entgegenzutreten. Zu ihren erbittertsten Gegnern gehörte der reiche Ritter Rudolf von Körbitz aus dem nahen Meusegast. Zwischen ihm und den Grafen soll es stetig zu Streitereien gekommen sein. 1397 soll Rudolf von Körbitz des Nachts die Burg der Dohnas erstürmt haben, während dort gerade eine Kindstaufe gefeiert wurde. Dabei habe er den alten Vater der Brüder Maul und Jeschke von Dohna gefangen genommen und auf sein Schloss gebracht. Dadurch eskalierten die Streitigkeiten zwischen den Nachbarn, überall wurde gemordet und gebrandschatzt, die Straßen wurden unsicher und die Felder blieben unbebaut. Der Markgraf von Meißen habe sich bemüht, den Streit zu schlichten. Er ließ zum Schutz der Reisenden in Maxen, Heidenau und einigen anderen Dörfern markgräfliche Truppen einquartieren. 1401 sei es gewesen, als Jeschke von Dohna die anmutige Frau seines Todfeindes Rudolf von Körbitz bedrängte. Dieser habe dem Burggrafen aus Eifersucht im Tanze ein Bein gestellt, wofür ihm Jeschke eine Ohrfeige verabreichte. Die Fehde weitete sich aus, obwohl Markgraf Wilhelm und auch der König von Böhmen beide Seiten zum Frieden mahnten. Jeschke von Dohna sandte dem Markgrafen einen Fehdebrief und schloss sich mit seinem Bruder Maul und seinen Vettern Heyde und Johann von Dohna zusammen. Erneut begann das Morden und Rauben, so dass die Heerstrasse zur Sicherung der Reise- und Handelswege aus Böhmen nach Meißen näher nach Pirna verlegt werden musste. In den blutigen Kämpfen fanden Maul und Heyde den Tod und auch der alte Burggraf Otto von Dohna war inzwischen im Gefängnisse des Ritters Rudolf von Körbitz gestorben. Markgraf Wilhelm begann mit der Belagerung der Burg Dohna und Jeschke flüchtete zum nahegelegenen Weesenstein und über Königstein nach Ungarn, wo er als Landfriedensbrecher schließlich hingerichtet wurde.

## Folgen
Die Herrschaft Dohna ging in den Besitz der Markgrafen von Meißen über. Die Burg wurde von Bergleuten geschleift und das Städtchen Dohna wurde dem Amt Pirna zugewiesen. Durch den Vertrag von Eger im Jahr 1459 ging Dohna an Sachsen.
Die Donins, die einst eigene Münzen, die doninschen Brakteaten prägen ließen, mit dem Dohnaer Schöppenstuhl die Gerichtsgewalt in Lehns- und Erbsachen hatten und zudem Lehnsherren zahlreicher Vasallen waren, verloren 1402 alle ihre Gebiete im Erzgebirge, die an sächsische Adlige zu Lehen gegeben wurden. Ihre Verwandten begaben sich nach Böhmen unter den Schutz Kaiser Siegmunds, der aber aufgrund der alsbald ausgebrochenen hussitischen Revolution keine Mittel hatte, ihnen wieder zur Herrschaft über Dohna zu verhelfen.
Infolge der hohen Ausgaben des Markgrafen Wilhelm I., die u. a. zu einem wesentlichen Teil durch die Eroberung der Burg Dohna entstanden, wurde Land und Bevölkerung in hohem Maße belastet. Neben besonderen Steuererhebungen war ein zunehmender Wertverlust der meißnischen Groschenwährung durch erhebliche Verringerung des Silbergehalts der ausgebrachten Münzen in der wettinischen Hauptmünzstätte die Folge. Erst 1412 gelang es Friedrich dem Streitbaren, die Währung wieder zu stabilisieren.